# Torneo Rio-San Paolo 1965
Il Torneo Rio-San Paolo 1965 (ufficialmente in portoghese Torneio Rio-São Paulo 1965) è stato la 17ª edizione del Torneo Rio-San Paolo.

## Formula
Primo turno: le 10 squadre partecipanti vengono divise in due gruppi da 5 squadre ciascuno a seconda dello stato di provenienza. Ogni squadra affronta tutte le altre 9 in partite di sola andata. Vince il turno la squadra che totalizza più punti mentre l'ultima di ogni girone viene eliminata.
Secondo turno: le 8 squadre partecipanti si affrontano in partite di sola andata. Vince il turno la squadra che totalizza più punti.
Finale: si affrontano in gara unica le vincitrici del primo e del secondo turno. Se la stessa squadra vince sia il primo sia il secondo turno è automaticamente vincitrice del torneo senza bisogno di giocare la finale.

## Partecipanti
| Squadra       | Città          | Stato          |
| ------------- | -------------- | -------------- |
| America-RJ    | Rio de Janeiro | Rio de Janeiro |
| Botafogo      | Rio de Janeiro | Rio de Janeiro |
| Corinthians   | San Paolo      | San Paolo      |
| Flamengo      | Rio de Janeiro | Rio de Janeiro |
| Fluminense    | Rio de Janeiro | Rio de Janeiro |
| Palmeiras     | San Paolo      | San Paolo      |
| Portuguesa    | San Paolo      | San Paolo      |
| San Paolo     | San Paolo      | San Paolo      |
| Santos        | Santos         | San Paolo      |
| Vasco da Gama | Rio de Janeiro | Rio de Janeiro |

## Primo turno

### Risultati
| Casa/Trasferta | AME | BOT | COR | FLA | FLU | PAL | POR | SPA | SAN | VAS |
| -------------- | --- | --- | --- | --- | --- | --- | --- | --- | --- | --- |
| America-RJ     |     |     | 0-2 |     |     |     | 0-1 |     |     |     |
| Botafogo       | 4-2 |     |     | 1-1 | 3-0 | 3-5 |     | 2-1 | 3-2 |     |
| Corinthians    |     | 1-1 |     |     |     | 2-2 | 1-1 | 2-2 | 4-4 | 3-1 |
| Flamengo       | 3-1 |     | 4-2 |     | 1-0 | 1-4 | 0-2 |     |     |     |
| Fluminense     | 1-1 |     | 2-1 |     |     |     |     |     | 2-5 |     |
| Palmeiras      | 3-2 |     |     |     | 3-2 |     | 1-1 | 2-0 | 7-1 |     |
| Portuguesa     |     | 0-2 |     |     | 2-2 |     |     |     |     | 1-0 |
| San Paolo      | 2-2 |     |     | 0-2 | 3-0 |     | 3-0 |     | 3-1 |     |
| Santos         | 2-0 |     |     | 1-1 |     |     | 4-1 |     |     |     |
| Vasco da Gama  | 4-0 | 4-2 |     | 0-0 | 2-1 | 1-4 |     | 2-1 | 3-0 |     |

### Classifica

#### Gruppo A (San Paolo)
| Pos. | Squadra     | Pt | G | V | N | P | GF | GS | DR  |
| ---- | ----------- | -- | - | - | - | - | -- | -- | --- |
| 1.   | Palmeiras   | 16 | 9 | 7 | 2 | 0 | 31 | 13 | +18 |
| 2.   | Corinthians | 9  | 9 | 2 | 5 | 2 | 18 | 17 | +1  |
| 2.   | Portuguesa  | 9  | 9 | 3 | 3 | 3 | 9  | 13 | -4  |
| 4.   | San Paolo   | 8  | 9 | 3 | 2 | 4 | 15 | 13 | +2  |
| 4.   | Santos      | 8  | 9 | 3 | 2 | 4 | 20 | 24 | -4  |

#### Gruppo B (Rio de Janeiro)
| Pos. | Squadra       | Pt | G | V | N | P | GF | GS | DR  |
| ---- | ------------- | -- | - | - | - | - | -- | -- | --- |
| 1.   | Botafogo      | 12 | 9 | 5 | 2 | 2 | 21 | 16 | +5  |
| 2.   | Vasco da Gama | 11 | 9 | 5 | 1 | 3 | 17 | 12 | +5  |
| 2.   | Flamengo      | 11 | 9 | 4 | 3 | 2 | 13 | 11 | +2  |
| 4.   | Fluminense    | 4  | 9 | 1 | 2 | 6 | 10 | 21 | -11 |
| 5.   | America-RJ    | 2  | 9 | 0 | 2 | 7 | 8  | 22 | -14 |

### Verdetti
- Palmeiras vincitore del primo turno del Torneo Rio-San Paolo 1965.
- Santos e America-RJ eliminati.

## Secondo turno

### Risultati
| Casa/Trasferta | BOT | COR | FLA | FLU | PAL | POR | SPA | VAS |
| -------------- | --- | --- | --- | --- | --- | --- | --- | --- |
| Botafogo       |     |     | 1-0 |     |     | 2-2 | 5-0 |     |
| Corinthians    | 2-0 |     | 5-1 |     |     | 2-2 |     |     |
| Flamengo       |     |     |     | 0-0 |     | 0-0 | 3-2 |     |
| Fluminense     | 7-2 | 3-0 |     |     | 1-3 |     |     |     |
| Palmeiras      | 3-0 | 1-0 | 1-2 |     |     | 2-2 | 5-0 |     |
| Portuguesa     |     |     |     | 2-1 |     |     |     | 1-0 |
| San Paolo      |     | 2-1 |     | 5-3 |     | 4-2 |     | 4-1 |
| Vasco da Gama  | 1-0 | 1-1 | 1-0 | 1-1 | 2-3 |     |     |     |

### Classifica
| Pos. | Squadra       | Pt | G | V | N | P | GF | GS | DR  |
| ---- | ------------- | -- | - | - | - | - | -- | -- | --- |
| 1.   | Palmeiras     | 11 | 7 | 5 | 1 | 1 | 18 | 7  | +11 |
| 2.   | Portuguesa    | 8  | 7 | 2 | 4 | 1 | 11 | 11 | 0   |
| 3.   | San Paolo     | 8  | 7 | 4 | 2 | 3 | 17 | 20 | -3  |
| 4.   | Fluminense    | 6  | 7 | 2 | 2 | 3 | 16 | 13 | +3  |
| 5.   | Corinthians   | 6  | 7 | 2 | 2 | 3 | 11 | 10 | +1  |
| 6.   | Vasco da Gama | 6  | 7 | 2 | 2 | 3 | 7  | 10 | -3  |
| 7.   | Flamengo      | 6  | 7 | 2 | 2 | 3 | 6  | 10 | -4  |
| 8.   | Botafogo      | 5  | 7 | 2 | 1 | 4 | 10 | 15 | -5  |

### Verdetti
- Palmeiras vincitore del secondo turno del Torneo Rio-San Paolo 1965.

## Classifica marcatori
| Gol |  |  | Giocatore      | Squadra       |
| --- |  |  | -------------- | ------------- |
| 14  |  |  | Ademar Pantera | Palmeiras     |
| 14  |  |  | Flávio Minuano | Corinthians   |
| 10  |  |  | Bianchini      | Botafogo      |
| 10  |  |  | Servílio       | Palmeiras     |
| 9   |  |  | Mário          | Vasco da Gama |
| 9   |  |  | Tupãzinho      | Palmeiras     |
| 8   |  |  | Rinaldo        | Palmeiras     |
| 8   |  |  | Roberto Dias   | San Paolo     |
| 8   |  |  | Prado          | San Paolo     |
| 7   |  |  | Antunes        | Fluminense    |
| 6   |  |  | Célio          | Vasco da Gama |
| 6   |  |  | Evaldo         | Fluminense    |
| 6   |  |  | Jairzinho      | Botafogo      |
| 5   |  |  | Del Vecchio    | San Paolo     |
| 5   |  |  | Fefeu          | Flamengo      |
| 5   |  |  | Gérson         | Botafogo      |
| 5   |  |  | Ivair          | Portuguesa    |
| 5   |  |  | Pelé           | Santos        |